# Thermorégulation
La thermorégulation est l'ensemble des mécanismes qui permet à un organisme ou à un système de se maintenir à une température souhaitée. Elle est le résultat de production et de déperdition d'énergie thermique.
Dans le monde du vivant, on distingue les organismes homéothermes des organismes poïkilothermes. Les poïkilothermes sont des organismes dont la température interne varie avec la température de leur environnement, contrairement aux homéothermes qui disposent d'une thermorégulation efficace permettant un contrôle de leur température. La thermorégulation se fait par la thermolyse (perte de chaleur) et la thermogenèse (production de chaleur).

## Importance
La vie est un phénomène complexe dont la base est un ensemble de réactions chimiques et de phénomènes physiques.
Or, la température a une influence capitale sur les réactions chimiques (voir l'article Thermochimie) :
- une réaction n'est possible que dans une gamme de température donnée ;
- la cinétique chimique dépend très souvent de la température (loi d'Arrhenius) ;
- lorsqu'une réaction est réversible, le point d'équilibre dépend de la température.

De nombreux phénomènes physiques dépendent également de la température, comme l'adsorption et la désorption, l'osmose, la notion de phase.
L'important est la température centrale : en effet, la température de l'enveloppe extérieure (peau et muscles superficiels) peut être très différente de la température du sang.

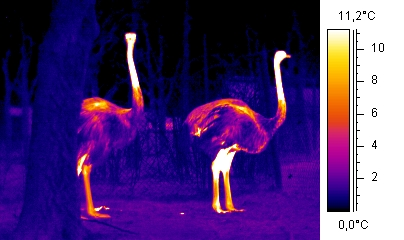
Thermographie de deux autruches.

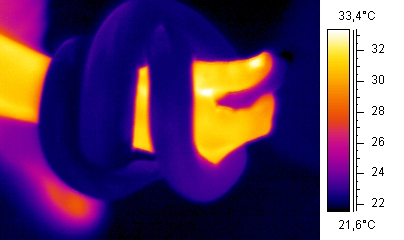
Thermographie d'un serpent tenu par un humain.

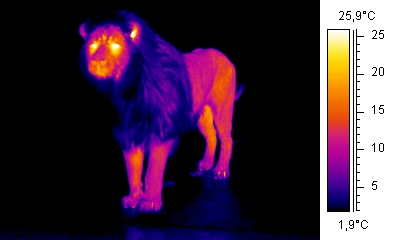
Thermographie d'un lion.

## Mécanismes
Les individus sont des systèmes physiques et obéissent donc aux lois de la thermodynamique. Les échanges de chaleur entre un individu et son environnement s'effectuent par le biais de quatre mécanismes physiques principaux, dont l'intensité dépend de caractéristiques physiques et comportementales :
- la conduction : des souris se blottissent les unes contre les autres pour conserver leur chaleur corporelle ;
- le rayonnement : un reptile lézarde sur une pierre pour se chauffer ;
- la convection : la fourrure et les plumes permettent d'emprisonner de l'air chauffé par la peau, ce qui limite les déplacements gazeux ;
- l'évaporation de l'eau corporelle : l'enthalpie de changement d'état de l'eau contenue dans la sueur de l'animal qui s'évapore sur sa peau permet de réduire sa température.

Comme toute régulation, la thermorégulation fait intervenir des capteurs, des centres intégrateurs, des effecteurs[réf. souhaitée]. On différencie les mécanismes de thermogenèse (production de chaleur), de ceux de thermolyse (perte de chaleur).
Chez l'être humain, la forme la plus puissante de thermorégulation est comportementale : mettre ou enlever un vêtement, changer de posture, se déplacer, s'abriter, etc..

## Relation entre taille corporelle et thermorégulation
La taille d'un organisme joue un rôle capital dans les stratégies de thermorégulation qu'il peut déployer. Tout échange thermique entre un organisme et son environnement s'effectue à sa surface, au niveau de son tégument. Tout organisme génère par son métabolisme de la chaleur de manière proportionnelle à sa masse. La surface du tégument est proportionnelle au carré de la taille de l'organisme, et sa masse est proportionnelle à son volume (le cube de sa taille). Ainsi, plus un individu est petit, plus son rapport aire-volume est grand, et plus les échanges avec son environnement sont intenses.
D'un point de vue évolutif, les organismes de petite taille ont tendance à limiter leur thermorégulation et à présenter un métabolisme leur permettant de fonctionner sur une large plage de températures corporelles (ectothermie). Ces relations entre taille et forme corporelle peuvent expliquer la règle de Bergmann (réduction de la masse corporelle dans les pays chauds, augmentation dans les pays froids) et celle d'Allen (étirement des formes dans les pays chauds, raccourcissement dans les pays froids).

## Troubles
Lorsque la thermorégulation n'arrive pas à maintenir des conditions de température centrale « normales », on parle :
- d'hypothermie lorsque la température centrale est inférieure à la température normale ;
- d'hyperthermie lorsque la température centrale est supérieure à la température normale.

Lorsque la température centrale est normale, on parle de normothermie. Une température corporelle humaine normale se situe ainsi entre 35,7 °C et 37,3 °C.

## Thermorégulation et évolution
On peut remarquer que :
- la vie tend à générer des espèces de plus en plus indépendantes des paramètres physico-chimiques qui présidèrent à son apparition ;
- la première grande étape a été la conquête du milieu terrestre ;
- la seconde est l'homéothermie qui permet à des espèces d'être beaucoup moins dépendantes de la température extérieure pour leurs activités. Celles-ci, plus performantes lorsqu'il fait froid (hiver, mais aussi la nuit et le matin) ont concurrencé efficacement les poïkilothermes. Ainsi, parmi les grands vertébrés, les dinosaures, les oiseaux et les mammifères se sont répandus à la place des reptiles. Ils ont même pu conquérir les milieux polaires où ils sont les seuls grands animaux terrestres présents.

Cependant, dans l'eau des pôles, aux températures moins extrêmes qu'à la surface, on trouve des animaux ectothermes (poissons, krill).